# 美少女戦士セーラームーン コロちゃんパック
『美少女戦士セーラームーン コロちゃんパック』は、2003年から2004年まで放送されたテレビドラマ『美少女戦士セーラームーン』のコロちゃんパック・ミニアルバム。2004年2月25日〜同年7月21日にコロムビアミュージックエンタテインメントから発売された。全3枚。税込定価は1,575円。

## 概要
主題歌、劇中歌やキャラクターソングの全6曲を収録したミニ・アルバム。12cmCDとミニ絵本が同梱されている。

## コロちゃんパック 1
収録曲
1. キラリ☆セーラードリーム! [4:31]
  - 作詞：武内直子／作曲：羽場仁志／編曲：京田誠一／歌：小枝
2. 肩越しに金星 [4:37]
  - 作詞：武内直子／作曲：小幡英之／編曲：秋葉原健介／歌：愛野美奈子（小松彩夏）
3. オーバーレインボー♥ツアー [3:46]
  - 作詞：武内直子／作曲：髙見優／編曲：Gary Newby／歌：月野うさぎ（沢井美優）
4. 桜・吹雪 [4:30]
  - 作詞：美羅来留ミナ／作曲：高見優／編曲：高見優／歌：火野レイ（北川景子）
5. C'est la vie 〜私のなかの恋する部分 [4:06]
  - 作詞：岩里祐穂／作曲：平間あきひこ／編曲：平間あきひこ／歌：愛野美奈子（小松彩夏）
6. キラリ☆セーラードリーム!（オリジナル・カラオケ） [4:30]

## コロちゃんパック 2
収録曲
1. キラリ☆セーラードリーム! [4:31]
  - 作詞：武内直子／作曲：羽場仁志／編曲：京田誠一／歌：小枝
2. 約束 [4:27]
  - 作詞：美羅来留ミナ／作曲：Gary Newby／編曲：Gary Newby／歌：水野亜美（浜千咲）
3. ラブリー・エール [4:19]
  - 作詞：美羅来留ミナ／作曲：Audio Highs／編曲：Audio Highs／歌：木野まこと（安座間美優）
4. Change of pace [4:04]
  - 作詞：shin／作曲：小幡英之／編曲：Gary Newby／歌：黒木ミオ（有紗）
5. C'est la vie 〜私のなかの恋する部分 [4:06]
  - 作詞：岩里祐穂／作曲：平間あきひこ／編曲：平間あきひこ／歌：愛野美奈子（小松彩夏）
6. キラリ☆セーラードリーム!（オリジナル・カラオケ） [4:29]

## コロちゃんパック 3
収録曲
1. キラリ☆セーラードリーム! [4:31]
  - 作詞：武内直子／作曲：羽場仁志／編曲：京田誠一／歌：小枝
2. Here we go! -信じるチカラ- [4:31]
  - 作詞：田形美喜子／作曲：高見優／編曲：高見優／歌：月野うさぎ（沢井美優）
3. Mi Amor [4:54]
  - 作詞：田形美喜子／作曲：吉川慶／編曲：吉川慶／歌：水野亜美（浜千咲）
4. 星降る夜明け [5:03]
  - 作詞：田形美喜子／作曲：小幡英之／編曲：Gary Newby／歌：火野レイ（北川景子）
5. Miracle Dance Night [4:18]
  - 作詞：杉浦篤／作曲：杉浦篤／編曲：祐天寺浩美／歌：木野まこと（安座間美優）
6. Romance [3:46]
  - 作詞：杉浦篤／作曲：杉浦篤／編曲：秋葉原健介／歌：愛野美奈子（小松彩夏）